# Романо, Анхель
А́нхель Рома́но (исп. Angel Romano; 2 августа 1893 (или 1895) — 22 августа 1972) — уругвайский футболист, нападающий. Олимпийский чемпион 1924 года, шестикратный чемпион Южной Америки.

## Карьера
Играл за СУРКК (1911—1912), «Боку Хуниорс» (1913—1914) и «Насьональ» (1910, 1915—1930).
Был одной из первых звёзд уругвайского футбола. В 388 матчах чемпионата Уругвая за «Насьональ» забил 164 гола.
Провёл в сборной Уругвая 125 матчей, официальными из них признаны 68 (третий результат), забил 28 мячей. Дебют состоялся 15 августа 1911 года, последнюю игру провёл 14 июля 1927.

## Титулы
В клубе
- Чемпион Уругвая (8): 1915, 1916, 1917, 1919, 1920, 1922, 1923 (АУФ), 1924 (АУФ)
- Обладатель Кубка Уругвая (1): 1917
- Участник турне «Насьоналя» по Европе (1925) и Северной Америке (1927)

В сборной
- Чемпион Южной Америки (6): 1916, 1917, 1920, 1923, 1924, 1926
- Олимпийский чемпион 1924 года.
- Лучший бомбардир чемпионатов Южной Америки (2): 1917, 1920